# Бережниця (притока Лімниці)
Бережни́ця (пол. Bereżnica) — річка в Україні, в межах Рожнятівського і Калуського районів Івано-Франківської області. Права притока Лімниці (басейн Дністра).

## Опис
Довжина річки 24 км, площа басейну — 101 км² (з урахуванням притоки Урив). Долина трапецієподібна, завширшки 100—400 м, переважно заліснена. Річище слабозвивисте. Водостік внаслідок вирубування лісів дуже метеозалежний і різко зменшується в посуху.

## Розташування
Бережниця бере початок на західному схилі гори Красна, біля села Красне, на висоті 500 м над р. м. Тече на північ. Перетинає Прилуквинську височину, протікає через села Петранка, Середній Угринів, Старий Угринів, Бережниця, нижче якого виходить у долину Лімниці. Впадає до Лімниці по 2,66-кілометровому обвідному каналу (прокладеному в 1970-х роках, початок — 49°01′09″ пн. ш. 24°26′20″ сх. д. / 49.01917° пн. ш. 24.43889° сх. д.) на захід від села Підмихайля. В даний канал впадає пересохле річище колишньої річки Урив. Старе річище завдовжки 6 км проходить через все село Підмихайля і впадає у Лімницю між селами Підмихайля і Вістова (48°58′48″ пн. ш. 24°23′44″ сх. д. / 48.98000° пн. ш. 24.39556° сх. д.); після відведення річки старе річище збирає стічні й дощові води тільки з Підмихайля і пересихає в суху погоду.

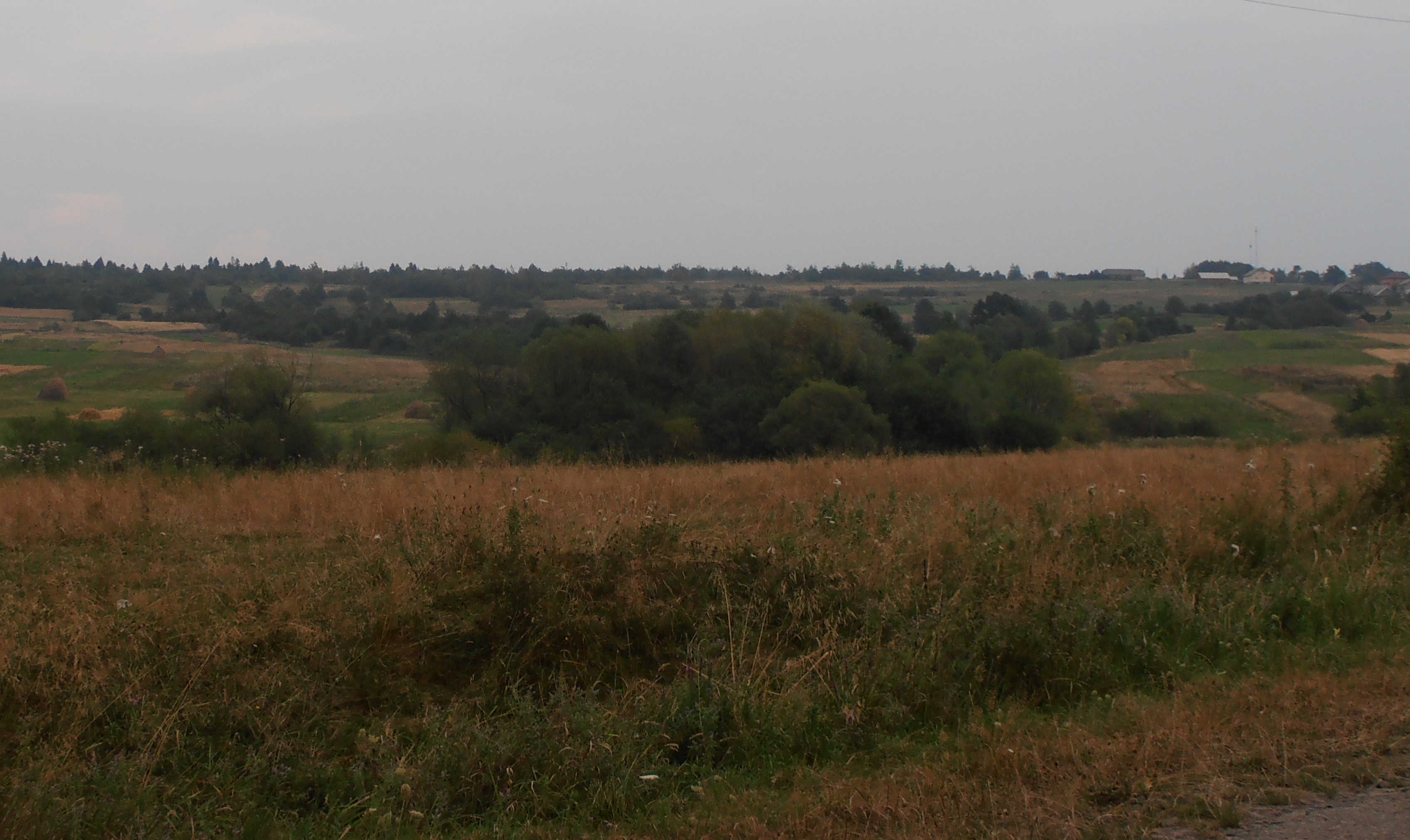
Витоки Бережниці
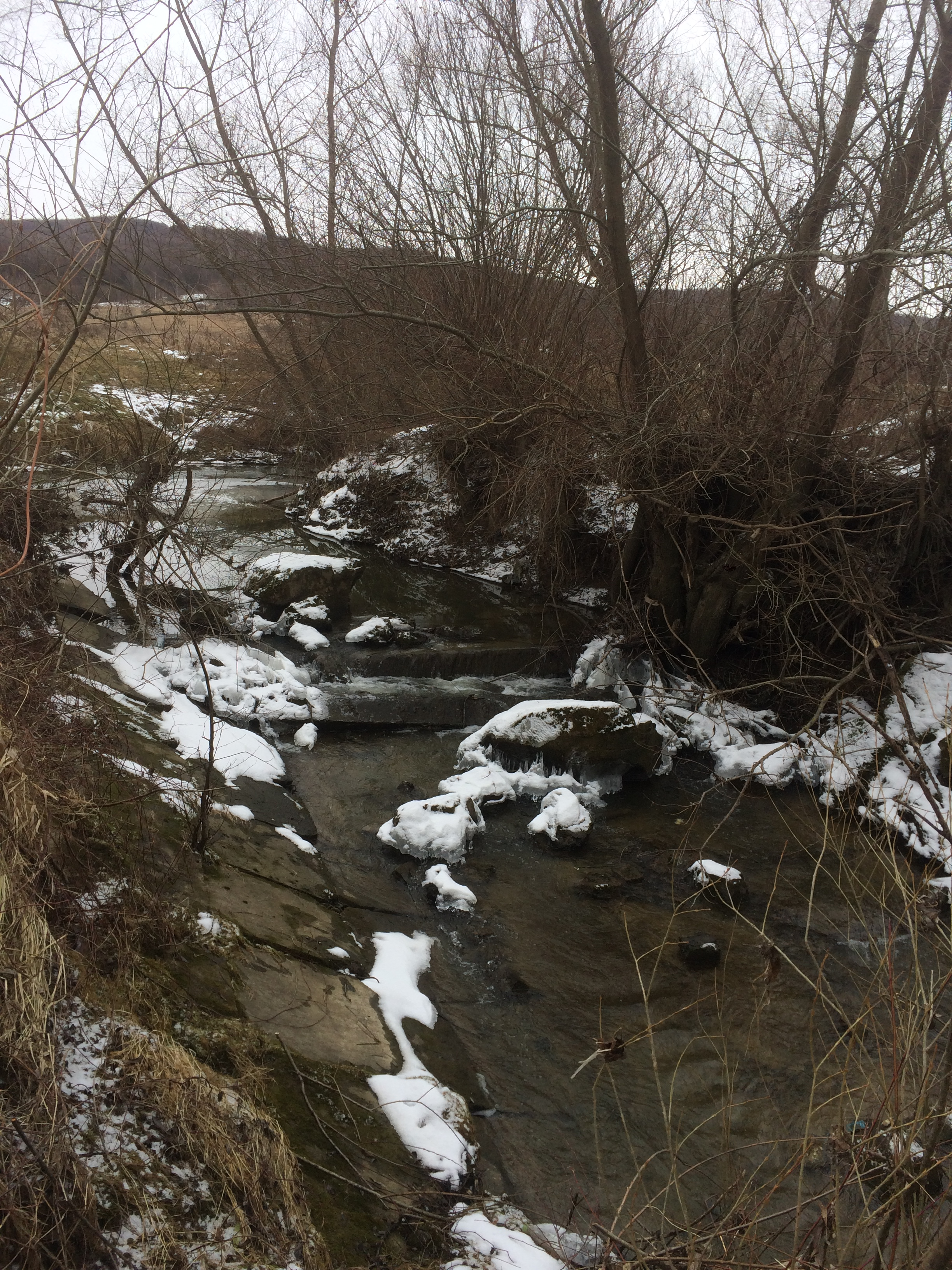
Початок каналу
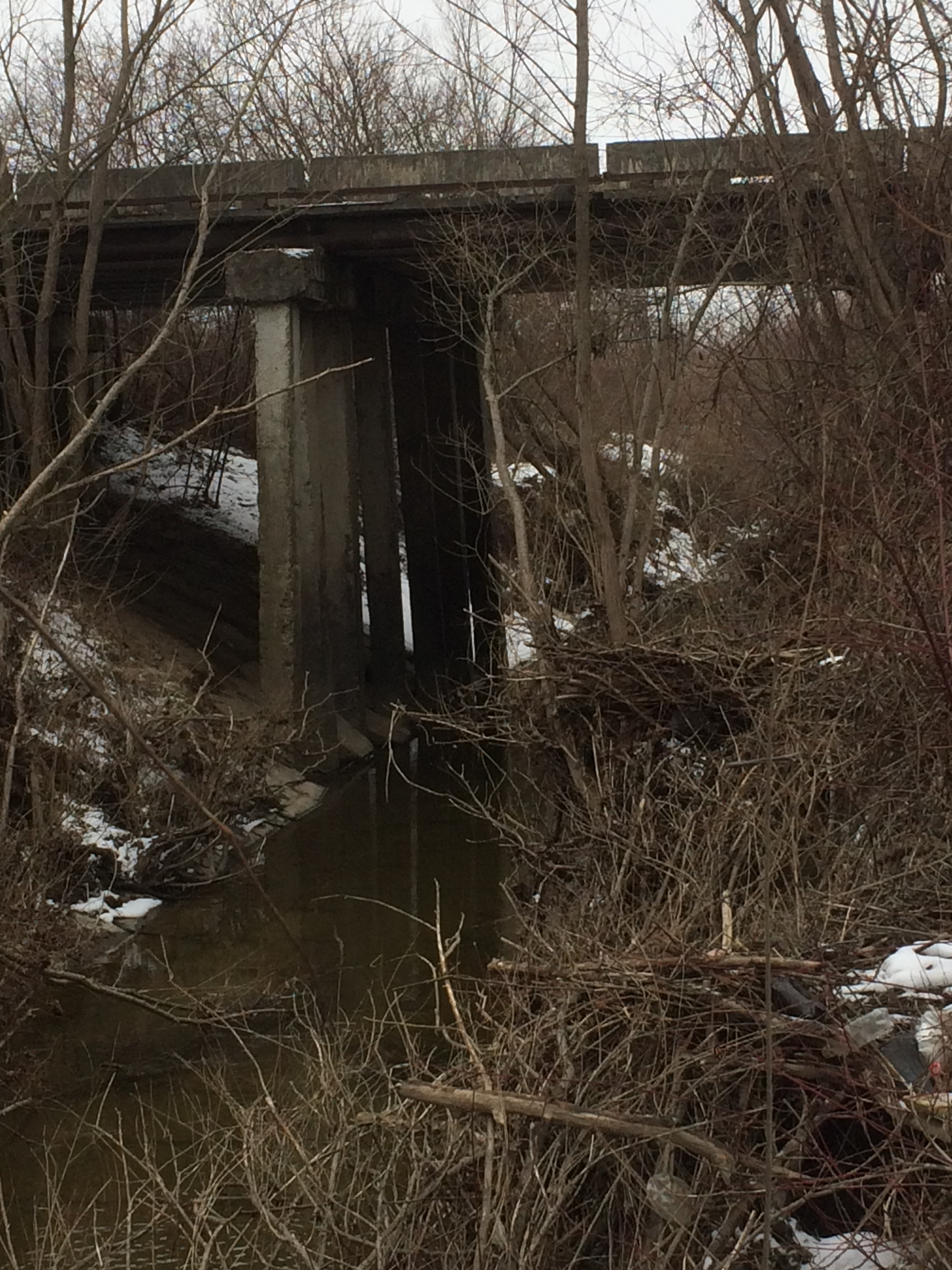
Міст на Бережницю
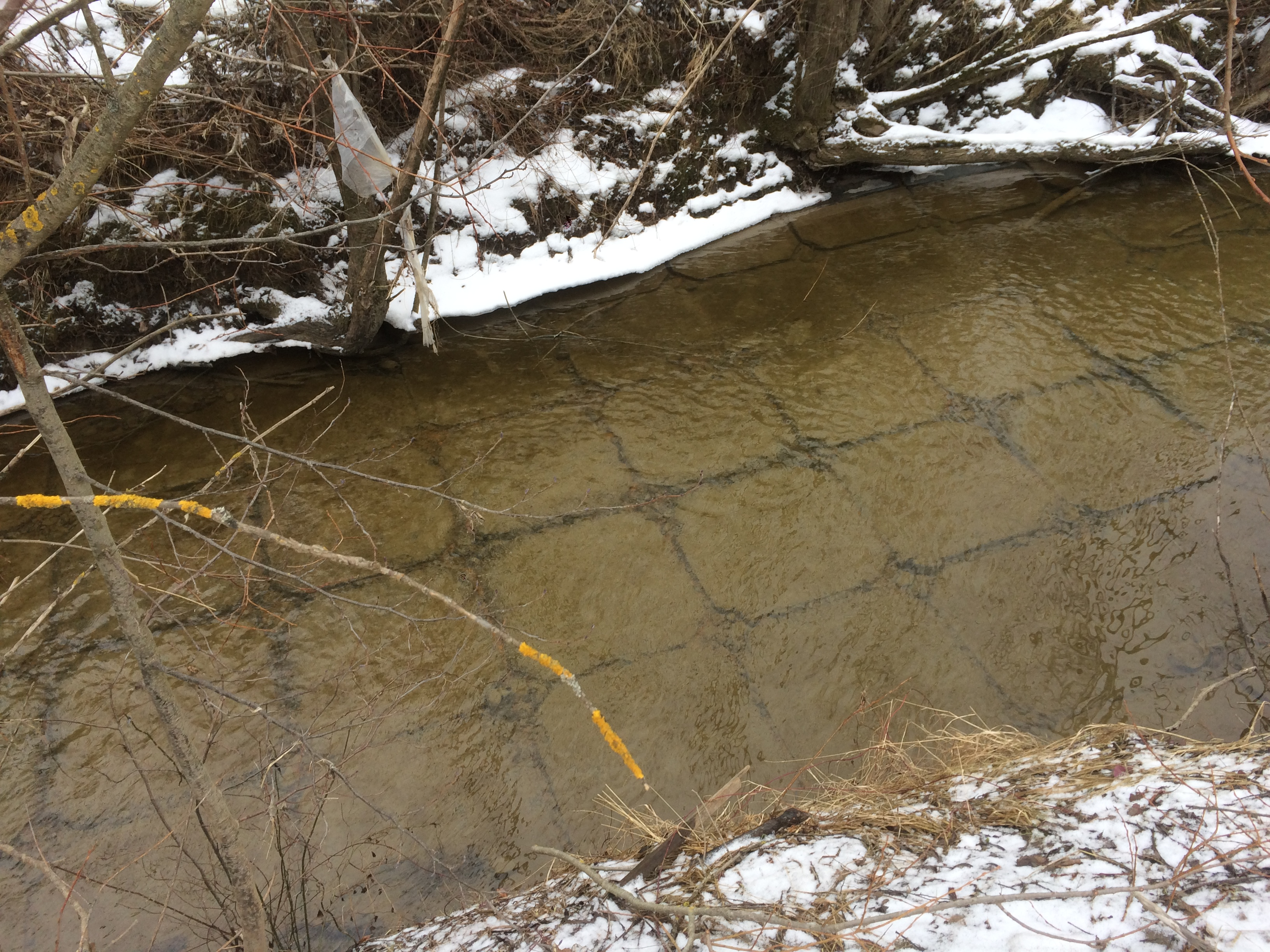
Дно каналу
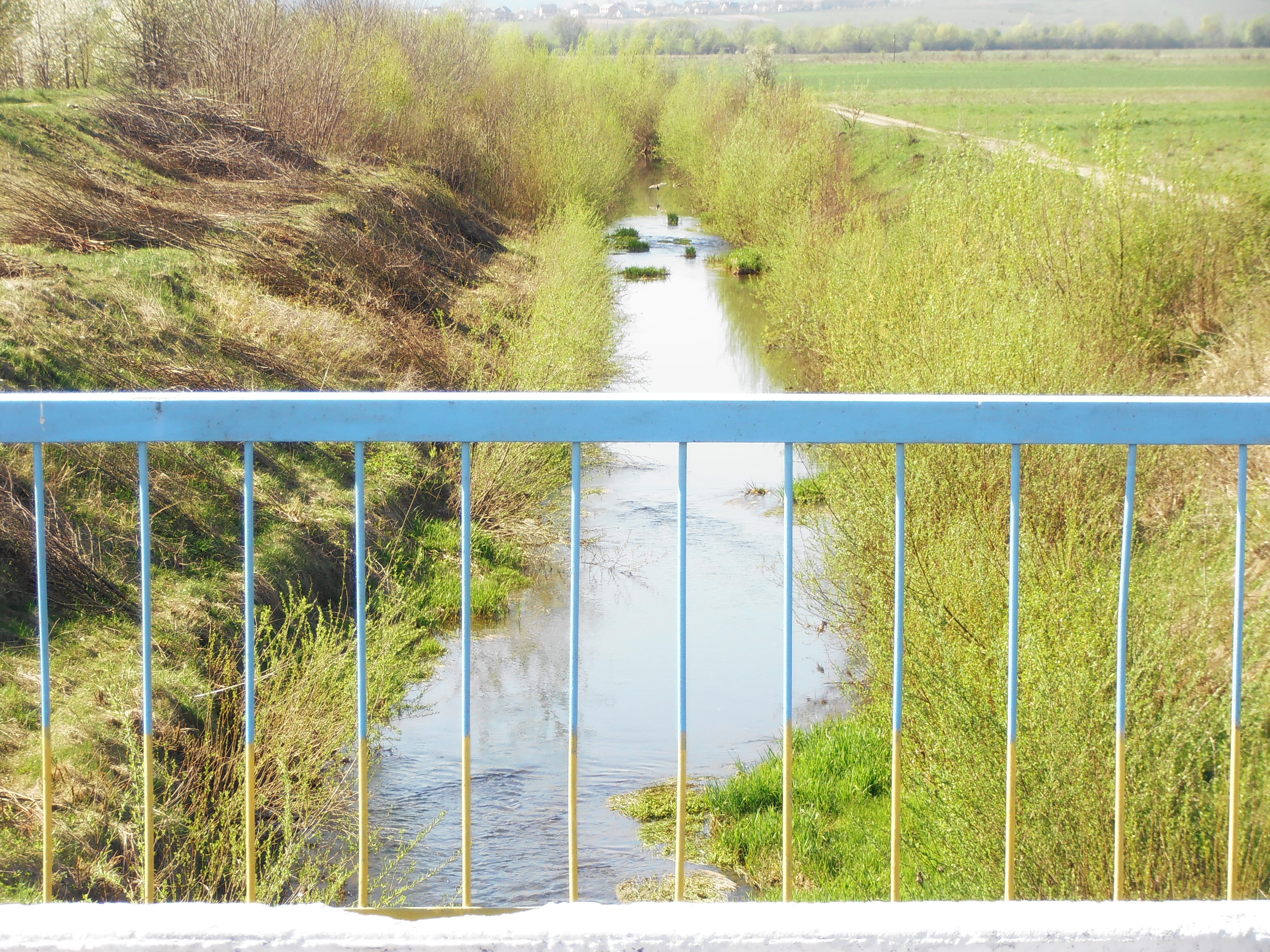
Канал: вигляд на село Бережниця
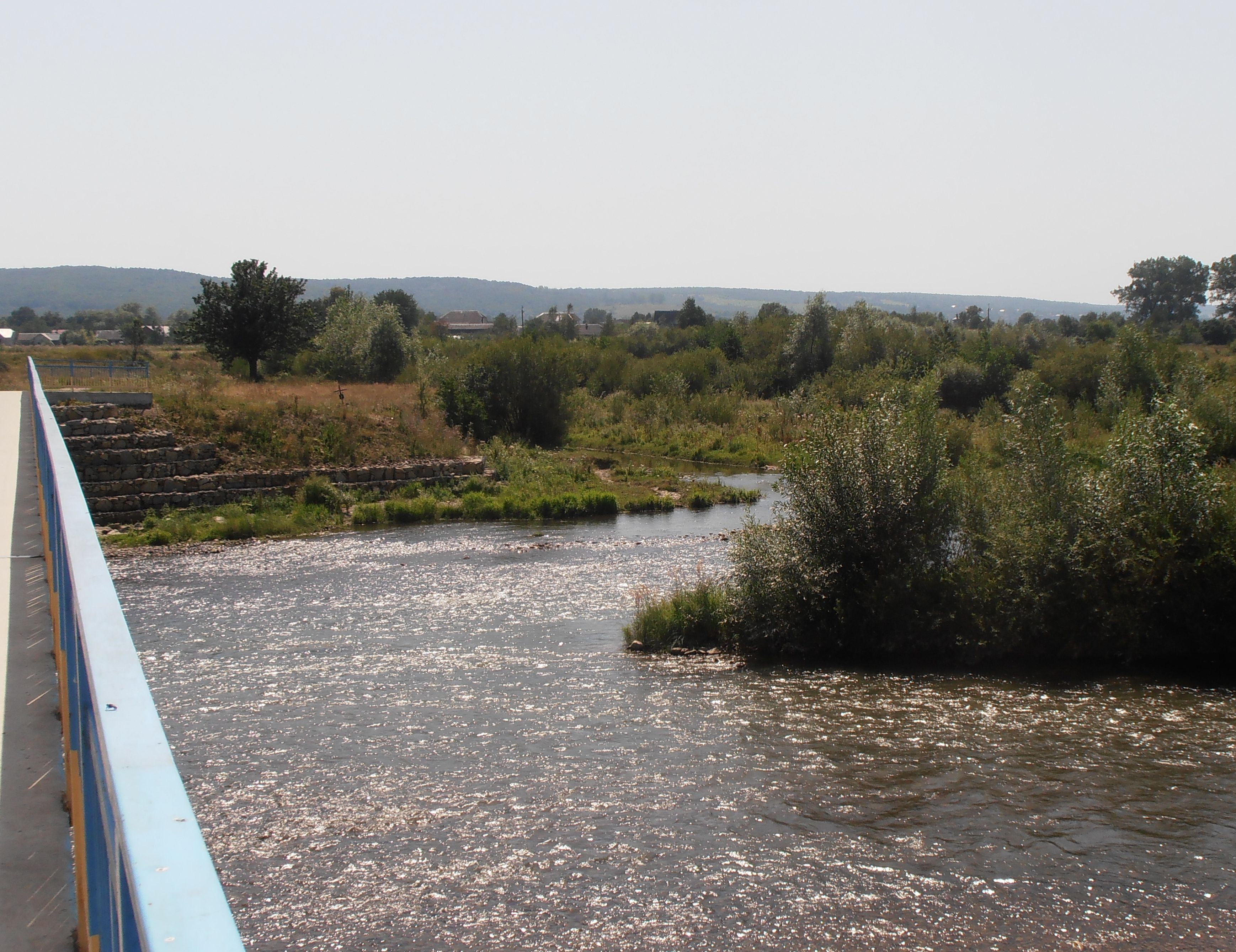
Устя каналу
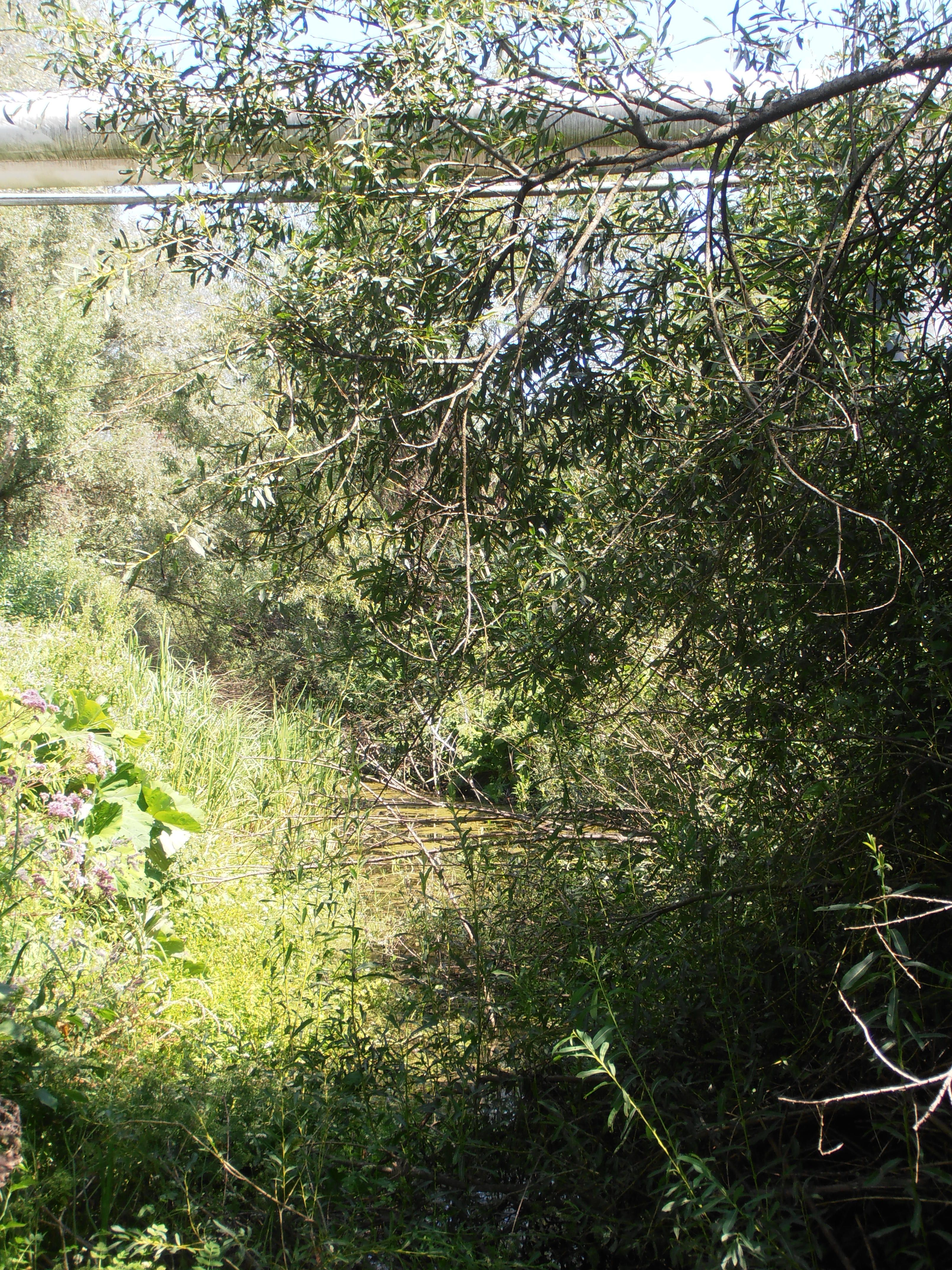
Стариця
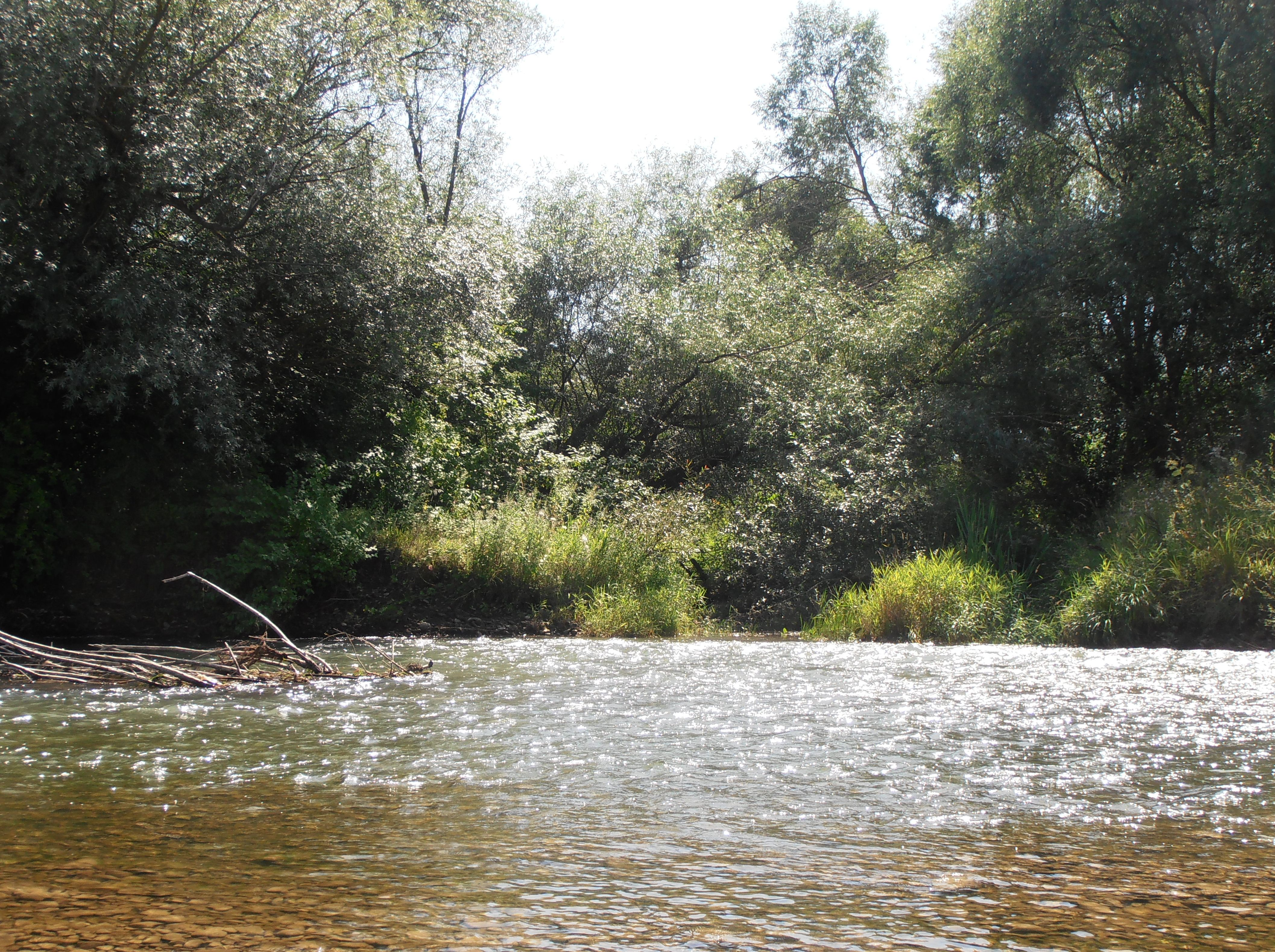
Устя стариці

## Основні притоки
Бучків, Семнин, Сільниця (ліві).